# Visakham Thirunal
Sir Sri Visakham Thirunal Rama Varma V (Padmanabhapuram, 19 maggio 1837 – Padmanabhapuram, 4 agosto 1885) fu maharaja di Travancore dal 1880 al 1885.

## Biografia

### I primi anni
Vishakham Thirunal Rama Varma nacque il 19 maggio 1837, figlio di Rani Gowri Rukmini Bayi e di suo marito Punartham Thirunal Rama Varma Koil Thampuran della famiglia reale del regno di Thiruvalla. Sua madre morì quando aveva appena due mesi di età lasciandolo con la sorella alla cura del padre. Suo nonno era Gowri Lakshmi Bayi ed egli era nipote del maharajah Swathi Thirunal.
Come principe egli ricevette la sua prima educazione dal padre, Rama Varma, il quale gli insegnò la lingua Malayalam ed il sanscrito. All'età di nove anni egli iniziò la sua educazione "inglese" sotto la tutela di Subba Row, che successivamente diverrà anche primo ministro di Travancore. Il principe si interessò largamente alla cultura inglese e si appassionò in particolare alla scrittura pubblicando un'opera Horrors of war and benefits of peace presso il "Madras Athenaeum". Egli scrisse anche "The Indian Statesman" e "Calcutta Review".

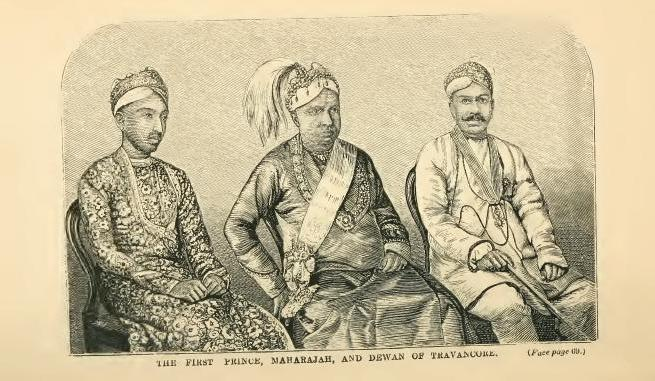
Visakham Thirunal come Primo Principe con suo fratello Ayilyam Thirunal ed il primo ministro "Dewan" Rajah Sir T. Madhava Rao

Nel 1861 il principe si recò in visita a Madras dove si incontrò con il Governatore inglese, Sir William Denison, sul quale egli fece una bellissima impressione come riportato dallo stesso governatore nel suo diario "Egli è il più intelligente tra tutti gli indiani che ho conosciuto; e se suo fratello è come lui le prospettive d'intesa con Travancore sono molto favorevoli." Il principe venne successivamente nominato membro dell'Università di Madras. L'amministrazione inglese, viste le sue acute capacità, arrivò ad offrirgli il posto di viceré d'India ma egli declinò l'offerta a causa delle proprie condizioni di salute. Egli aveva dimostrato particolari attitudini nella botanica e nell'agricoltura. Egli era membro della Royal Geographical Society e della Royal Asiatic Society.
Nel 1859 egli sposò la nobildonna Arumana Ammaveedu di Trivandrum.

### Ascesa al trono

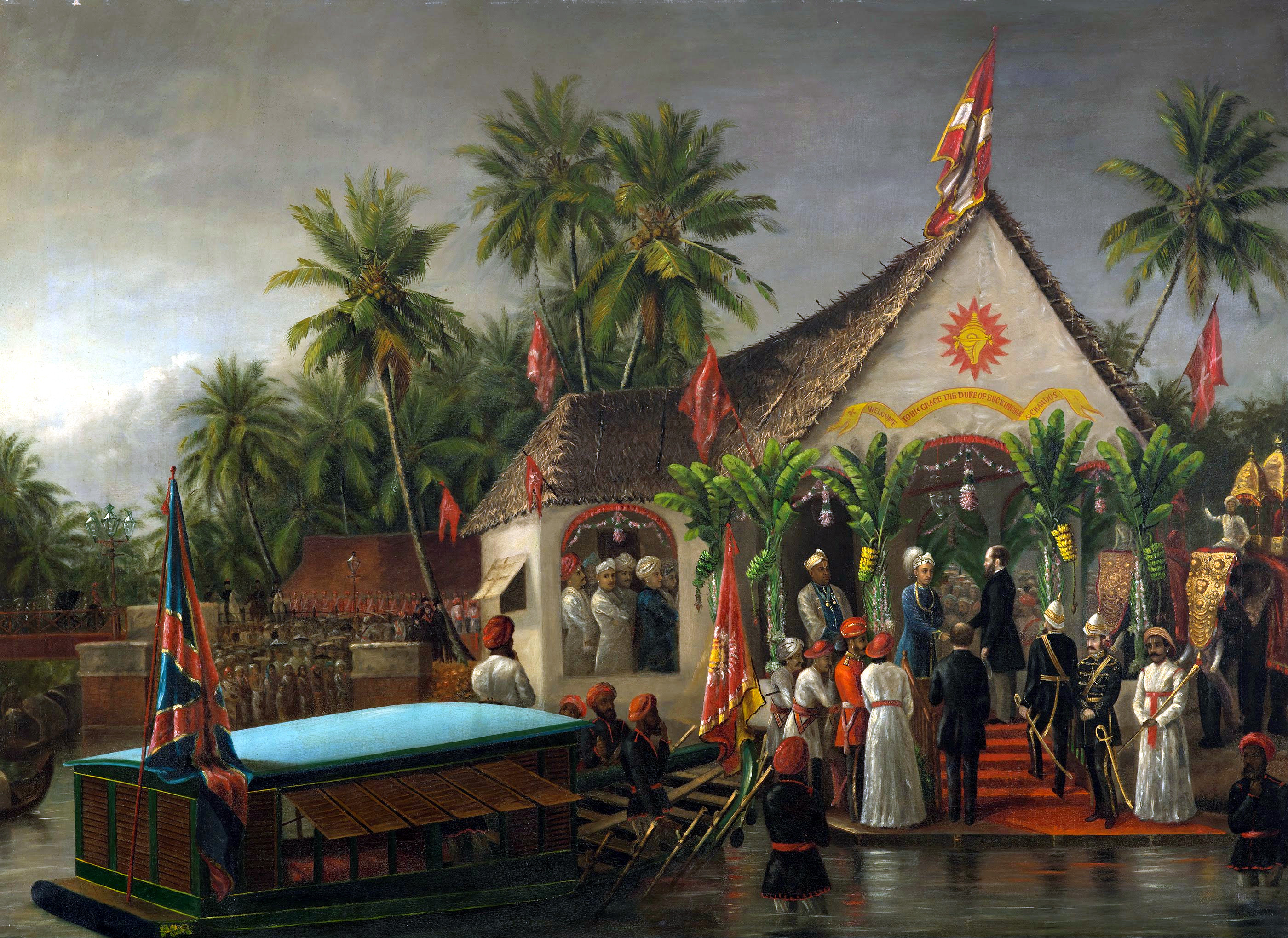
Dipinto di Raja Ravi Varma raffigurante Richard Grenville-Temple, III duca di Buckingham e Chandos, che viene ringraziato da Visakham Thirunal, con Ayilyam Thirunal di Travancore che lo assiste, durante una visita del Buckingham a Trivandrum, all'inizio del 1880.

Il fratello maggiore di Visakham Thirunal, Ayilyam Thirunal, morì dopo aver regnato su Travancore per vent'anni dal 1860 al 1880 e come tale, secondo la legge Marumakkathayam, alla sua dipartita gli succedette il fratello minore. Durante gli anni del suo regno egli introdusse delle riforme relative al sistema dell'educazione, alla polizia, alla giustizia e a molti altri campi. Egli implementò in particolare la coltivazione della tapioca che divenne una pianta popolarissima nell'area di Travancore e molto utilizzata come principale alimento dalla popolazione povera.

## Gli ultimi anni
Il maharajah si ammalò alla fine del luglio del 1885 quando aveva 48 anni e morì il 4 agosto di quell'anno. Secondo la legge Marumakkathayam di matriarcato il maharajah non veniva succeduto dai suoi figli, ma da quelli della sorella più prossima a lui. Il maharajah aveva una sola sorella e venne succeduto appunto dal di lei figlio, Moolam Thirunal Sir Rama Varma.

## Opere
- The Horrors of War and Benefits of Peace
- A Political Sketch of Travancore, Madras Athenaeum
- Lectures on "Human Greatness", "The relation between nature and art", "Our Morals" and "Our Industrial Status" etc.
- A Native Statesman, Calcutta Review
- Observations on Higher Education